# Ditrik II. Mariborski
Ditrik II. Mariborski († 12. november 1278) je bil kot Ditrik II. za škofa v Krški škofiji postavljen s strani metropolitanske knezoškofije  Salzburg.
Ditrik Mariborski je pripadal štajerski ministerialni rodbini iz Maribora.
Oktobra 1253 ga je salzburški nadškof Filip Spanheimski in stolni kapitelj izvolil za škofa v Krški škofiji.  Papež Inocenc IV. , ki je 14. oktobra 1253 dal navodilo škofu v Trientu  naj zamenja krškega škofa, o teh volitvah verjetno ni vedel nič. Papež zato škofa Ditrika ni nikoli potrdil v službi, Filip pa je bil suspendiran. Šele kasnejši papež Aleksander IV. je 17. februarja 1256 Ditriku dovolil, da je bil posvečen v škofa. Istega leta je koroškega vojvodo  Bernarda Spanheimskega nasledil njegov sin Ulrik III.. Ulrik je bil brat Filipa Salzburškega, ki je kljub suspenziji še naprej vladal kot nadškof v Salzburgu. Češki kralj Otokar II. Přemysl se je postavil na stran obeh Spanheimerjev in zasedel Avstrijo, odkar so Babenberžani izumrli. Ogrski kralj  Štefan V. je vdrl na Koroško, a ga je Ulrik III. in njegov zaveznik, krški škof, premagal in napad odbil. Ulrik III. je od takrat imenoval krškega škofa za svojega prijatelja.
Ulrik III. je umrl 27. oktobra 1269 v Čedadu. Njegov brat Filip, ki je pred kratkim s podkupovanjem postal oglejski patriarh, je trdil, da mu pripada vojvodina Koroška kot zadnjemu potomcu rodu Spanheimov. Toda državno plemstvo se je izreklo za Otokarja Češkega, njegovim pristašem se je pridružil tudi krški škof Ditrik.
Leta 1273 je bil Rudolf I. Habsburški izvoljen za nemškega kralja. Filipu je nominalno podelil vojvodino Koroško in Otokarju izrekel cesarski opomin. Leta 1274 se je škof Ditrik postavil na stran Habsburžanov . Otokar se je nato odpravil v vojno na Koroško in uničil Breže. Kralj Rudolf je Otokarju napovedal vojno in Otokar je bil leta 1276 prisiljen v premirje. Vojvodina Koroška je pripadla Rudolfu. Leta 1278 je bil škof Ditrik zopet z Rudolfom na Dunaju, ko se je ta ponovno podal v vojno proti Otokarju in ga dokončno premagal v Bitki na Moravskem polju. Kmalu zatem, 12. novembra 1278, je škof Ditrik umrl. Pokopali so ga na levi strani križevega oltarja v  stolnice v Krki. 